# 107
| 107                |
| ------------------ |
| Dødsfald - Fødsler |
|                    |

| Gregoriansk kalender | 107 CVII                |
| Ab urbe condita      | 860                     |
| Armensk kalender     | I/T                     |
| Kinesiske kalender   | 2803 – 2804 丙午 – 丁未 |
| Etiopisk kalender    | 99 – 100                |
| Jødisk kalender      | 3867 – 3868             |
| Hindukalendere       |                         |
| - Vikram Samvat      | 162 – 163               |
| - Shaka Samvat       | 29 – 30                 |
| - Kali Yuga          | 3208 – 3209             |
| Iransk kalender      | 515 BP – 514 BP         |
| Islamisk kalender    | 531 BH – 530 BH         |

Se også 107 (tal)